# 2013년 서울국제여성영화제
제15회 서울국제여성영화제는 2013년 5월에 개최된 영화제이다. 신촌 메가박스에서 개최되었다.

## 수상 및 후보

### 최우수상
- 춘정 - 이미랑 수상

### 우수상
- 맹수는 나의 것 - 김보라 수상
- 그녀는 나의 베스트 프렌드 - 지라싸야 웡수띤 수상

### 관객상
- 못 다한 이야기 - 김보미 수상

### 극영화 아트레온상
- 들고양이 - 김영제 수상
- 다큐멘터리 옥랑문화 수상작
- 반짝이는 박수소리 - 이길보라 수상

### 극영화 관객인기상
- 나쁜 아이 - 문지원 수상

### 다큐 관객인기상
- 반짝이는 박수소리 - 이길보라 수상

### 서울여성비전상
- 나쁜 아이 - 문지원 수상

### NAWFF상
- 돈과 사랑 - 리칭휘 수상

### 아이틴즈 대상
- 잔인한 나의, 홈 - 아오리 수상
- 아시아 단편경선
- 목욕탕 - 김지수
- 딕테-차학경 오마주 - 미영
- 맹수는 나의 것 - 김보라
- 못 다한 이야기 - 김보미
- 미라의 의지 - 이은정
- 미자 - 전효정
- 바느질 하는 여자 - 우진
- 브라자 - 원잔디
- 살롱 드 보아 - 손해숙
- 섬 안의 섬, 그 안의 더 많은 바다, 그리고 그 안의 더 많은 섬들 - 김지영
- 철의 시대 - 정지윤
- 춘정 - 이미랑
- 피팅룸 - 오정미
- 할머니를 위하여 - 렐린 앙쿠안 탄
- 게토 걸 - 앰배리안 알 까달
- 그레이스 - 마이클 애론존
- 그녀가 나를 3분 안에 알아보는 3가지 경우 - 야마토 유키

### 사라진 것에 대한 회상
- 비나 쿨카니
- 그녀는 나의 베스트 프렌드 - 지라싸야 웡수띤

### 새로운 물결
- 이차노출 - 리 위
- 꿈팔이 부부 사기단 - 니시카와 미와
- 청포도 사탕: 17년 전의 약속 - 김희정
- 한나 아렌트 - 마가레테 폰 트로타
- 망각의 땅 - 미할 보가님
- 러브, 마릴린 - 리즈 가버스
- 가족시네마 - 신수원 외 3명
- 가족시네마 - 순환선 - 신수원
- 가족시네마 - E.D. 571 - 이수연
- 가족시네마 - 인 굿 컴퍼니 - 김성호
- 가족시네마 - 별 모양의 얼룩 - 홍지영
- 아버지의 이메일 - 홍재희
- 노라노 - 김성희
- 명왕성 - 신수원
- 거미의 땅 - 김동령 외 1명
- 필 더 보이드 - 라마 버쉬테인
- 슬럼가의 카야 - 진 리
- 포 엘렌 - 김소영
- 루시와 목소리의 대결 - 모니카 에레라
- 눈물을 거부한 여인 - 테오나 스트루가르 미테브스카
- 내가 깨어날 때 - 요아메 에스까밀라 델 아레날
- 도시, 예술가, 리노베이션 - 수 프리드리히
- 인형용기 - 시씨 덩
- 연애놀이 - 정유미
- 내 작은 방 - 엘리스 시마르
- 페트라의 시 - 샤이라 아브니
- 원더우먼! 슈퍼 히로인 - 크리스티 게바라-플래내건
- 너무 소중했던, 당신 - 백미영

### 퀴어 레인보우
- 키스 미 - 알렉 산드라 테레세 카이닝
- 브레이킹 더 걸즈 - 제이미 바빗
- 알리의 비밀 - 로렌 패쉬
- 걸 혹은 보이, 나의 섹스는 나의 젠더가 아니야 - 발레리 미토
- 2의 증명 - 스이 외 1명
- 레즈비어니즘: 급진적 페미니스트 - 미리앙 포제르
- 에이미의 동화 - 알리 셰르
- 꿈의 여인 - 라이언 로건 외 1명
- 비바람을 헤친 긴 사랑 - 사오 소픽
- 우리 가족의 연대기 - 나탈리아 바빈스키

### 쟁점들
- 보이지 않는 - 미셀 아비아드
- 살마 - 킴 론지노트
- 자전거 도둑 - 엘라헤 카데미
- 알라에게 - 네피세 오즈칼 로렌센
- 살점 하나 - 프리야 고스와미
- 일과 후 - 제인 캠피온
- 몬트리올 페미니즘 대학살 - 제리 로저스
- 집으로 오는 길 - 제니퍼 몽고메리
- 떠나지 못 하는 여성들 - 재클린 숄테-맥스위니 외 1명
- 배드신 - 전고운
- 도착 - 이민배
- 잔인한 나의, 홈 - 아오리

### 특별상영
- 엔딩 노트 - 마미 스나다
- 짝을 찾아서 - 삼마리아 시만준딱
- 주리 - 김동호

### 특별전
- 공범자들 - 파로미타 보라
- 두 개의 문 - 김일란 외 1명

### 다큐멘터리 옥랑문화상
- 탐욕의 제국 - 홍리경

### 오픈 시네마
- 8일째 매미 - 나루시마 이즈루
- 소스: 아내들의 파업 - 라두 미하일레아누
- 스토커 - 박찬욱
- 마이 플레이스 - 박문칠
- 그녀의 연기 - 김태용

### 아시아 스펙트럼
- 짝을 찾아서 - 삼마리아 시만준딱
- 산드라는 어디에 - 파로미타 보라
- 고양이를 돌려줘 - 정재은
- 골든 차일드 - 초우 써웨이
- 피가로의 고백 - 아마노 치히로
- 사과농가의 소녀 - 요코하마 사토코
- 그 소녀가 바닷가에서 춤추고 있다 - 야마토 유키
- 마더 - 핌파카 토위라
- 가방 - 뗏 수 라이
- 버마의 나비 - 닌 일 라이
- 헤이, 걸 - 킨 묘 미얏
- 코란과 가라테 - 왈 왈 라이
- 판소단 스트리트 62번가 - 초 삐온
- 아무도 모르는 이야기 - 레이 띠다
- 고래마을 - 츠루오카 케이코

### 여배우, 카메라를 든 뮤즈
- 비 프리티 앤 셧 업 - 델핀 세리그
- 잔느 딜망 - 샹탈 애커만
- 용의자X - 방은진
- 우리가 들려줄 이야기 - 사라 폴리
- 복숭아나무 - 구혜선
- 쉿! 아무말도 - 기네비어 터너
- 카밀 리와인즈 - 노에미 르보브스키
- 뜨개질 - 윤은혜

### 다문화영상아카데미
- 내 이름은 미리암입니다 - 조이원섭
- 우리집 - 권정연
- 붉은 히아신스 - 변성원 외 1명
- 듣기 싫어도 끝까지 들어야 하는 노래 - 강호규 외 2명
- 워크숍 메이킹 다큐멘터리: 신발 신고 가방 메고 - 권정연